# Rafael Ninyoles i Monllor
Rafael Lluís Ninyoles i Monllor (València, 1943 - 25 d'octubre de 2019) va ser un sociòleg valencià considerat un dels pares de la sociolingüística valenciana, juntament amb Lluís Vicent Aracil i Boned, i introductor d'aquesta disciplina al País Valencià.
Va cursar el batxillerat amb els jesuïtes al col·legi de Sant Josep, on conegué Alfons Cucó, Eliseu Climent i Lluís Vicent Aracil. Alhora es dedicà a l'estudi del piano, ja que la música fou un dels seus interessos predilectes. Després es llicencià en dret a la Universitat de València i el 1967 feu un estada als Estats Units finançada per una beca del govern nord-americà.
Entre 1971 i 1991, va treballar com a professor de sociologia a la Facultat de Ciències Econòmiques de València. També va ser professor a la Facultat de Sociologia de la Universitat d'Alacant. Va ser expert a la Diputació de València, però sobre tot va destacar la seua tasca com a responsable del Servei d'Investigació i Estudis Sociolingüístics de la Generalitat Valenciana, fins al moment de la seua jubilació. Des d'aquesta posició va crear i desenvolupar la base de dades sociolingüístiques més completa al País Valencià.
Ell i Lluís Vicent Aracil van desmuntar el mite del bilingüisme i van introduir el concepte de diglòssia i conflicte lingüístic, així com el d'autoodi per a definir la situació lingüística de la llengua catalana amb la hipòtesi discutida que la situació sociolingüística dels Països Catalans del segle xvi al xix es caracteritzaria com a diglòssia sense bilingüisme, mentre que a partir del segle xx s'hauria transformat en diglòssia amb bilingüisme. També va publicar articles en diaris i revistes com Serra d'Or, Gorg, Cuadernos para el Diálogo o El País sobre el conflicte lingüístic al País Valencià, i va col·laborar amb el CEIC Alfons el Vell.
El 2018 fou distingit amb la medalla d'honor de l'Acadèmia Valenciana de la Llengua (AVL).
Llicenciat en Dret per la Universitat de Salamanca y ha sigut doctor en Sociologia per la Universitat de València. A més, ha desenvolupat la seua labor docent en els diferents departaments de Sociologia de les universitats de València i Alacant des de 'any 1972 fins al 1998. Des de 1979, va treballar com a sociòleg, com cap de servei d'estudis en els diferents institucions públiques.
Va ser fundador i president de l'institut Valencià d'Investigació Social. Va cursar els seus primers estudis al col·legi dels Jesuïtes y al Conservatori de Música de València. A la seua època universitaria, va fundar, amb Vicent Miquel i Ernest Sena, la Unió Democràtica del País Valencià i col·labora`va en revistes universitàries. A 1967 va visitar les universitats de Princeton y Luisiana becat pel Govern dels Estats Units
Va ser col·laborador assidu en la pàgina editorial del diari Madrid (1968-1971) fins al tancament d'aquest periòdic pel ministeri d'Interior.

## Obres
- L'opinió pública: teories i ideologies. Barcelona: Rafael Dalmau, 1968.
- Conflicte lingüístic valencià. Pròleg de Francesc Vallverdú. València: Eliseu Climent, 1969, sèrie «La Unitat» 3; 2a, 1978.
- Idioma i prejudici. Pròleg de Joan Fuster. Palma: Moll, 1971, col. «Biblioteca Raixa» 83; València: Edicions 3 i 4, 1997.
- Idioma y poder social. Madrid: Tecnos, 1972; Idioma e poder social, trad. de M. P. García Negro i A. Molexón Domínguez, Santiago de Compostel·la: Laiovento, 2005.
- Diglossical Ideologies and Assimilation. Quebec: CIRB – Université de Laval, 1972.
- «Sociología del lenguaje», en Doce ensayos sobre el lenguaje. Madrid: Fundación Juan March, 1974.
- Estructura social y política lingüística. València: Fernando Torres, 1975; Estructura social i política lingüística. Alzira: Bromera, 1989.
- Bases per a una política lingüística democràtica a l'Estat espanyol. València: Eliseu Climent, 1976.
- Cuatro idiomas para un Estado. Madrid: Cambio 16, 1977.
- Madre España. València: Prometeo: 1979; Mare Espanya. València: Tàndem, 1997.
- El País Valencià a l'eix mediterrani. Tavernes Blanques: L'Eixam, 1992.
- Informe sociològic de les comarques centrals valencianes. Gandia: CEIC Alfons el Vell, 1996.
- Sociologia de la ciutat de València. Alzira: Germania, 1996.
- Conflicte lingüístic valencià / El País Valencià a l'eix mediterrani. Sant Vicent del Raspeig: Publicacions de la Universitat d'Alacant, 2017.